# OSEMINTI
OSEMINTI és un projecte que estan desenvolupant els ministeris de defensa de l'estat espanyol, l'estat francès i l'estat italià anomenat Infraestructura d'intel·ligència semàntica operacional. L'objectiu és aconseguir que els sistemes informàtics puguin reconèixer, de forma automàtica, frases amb significats concrets en enregistraments de veu o documents escrits i, a la vegada, els ordinadors aprenguin a mesura que van interaccionant amb les persones.
Es tracta d'una evolució del sistema d'espionatge CARNIVORE, utilitzat durant molts anys per l'FBI.